# All-trans-レチノール-13,14-レダクターゼ
all-trans-レチノール-13,14-レダクターゼ（all-trans-retinol 13,14-reductase, RetSat）は、レチノール代謝酵素の一つで、次の化学反応を触媒する酸化還元酵素である。
all-trans-13,14-デヒドロレチノール + 受容体 {\displaystyle \rightleftharpoons } all-trans-レチノール + 還元型受容体
反応式の通り、この酵素の基質はall-trans-13,14-デヒドロレチノールと受容体、生成物はall-trans-レチノールと還元型受容体である。
組織名はall-trans-13,14-dihydroretinol:acceptor 13,14-oxidoreductaseで、別名にretinol saturase, (13,14)-all-trans-retinol saturase, all-trans-retinol:all-trans-13,14-dihydroretinol saturaseがある。